# Plectranthias alleni
Plectranthias alleni, thường được gọi là cá mú Allen, là một loài cá biển thuộc chi Plectranthias trong họ Cá mú. Loài này được mô tả lần đầu tiên vào năm 1980. Loài này được đặt theo tên của nhà ngư học Gerald R. Allen, người đã cung cấp tất cả các mẫu vật của chúng phục vụ cho việc mô tả.

## Phân bố và môi trường sống
P. alleni có phạm vi phân bố nhỏ hẹp ở vùng biển Đông Ấn Độ Dương. Đây là một loài đặc hữu của vùng biển phía tây nước Úc, vì tất cả các mẫu vật của nó chỉ được tìm thấy tại bang Tây Úc, trong khoảng vĩ độ 29° đến 33°N. P. alleni sống xung quanh các rạn san hô ở các thềm lục địa, độ sâu tìm thấy khá lớn, được ghi nhận trong khoảng từ 90 đến 192 m.

## Mô tả
P. alleni trưởng thành có chiều dài tối đa được ghi nhận là khoảng 6 cm. Màu sắc khi còn sống của những cá thể không được ghi lại. P. alleni chỉ được mô tả qua các mẫu vật đã ngâm rượu. Chúng có màu trắng nhạt với một dải sọc hẹp màu đen, kéo dài từ phía trước môi trên đến mắt; sọc tiếp tục mờ dần về phía sau mắt, gãy đoạn khi qua nắp mang trên. Sọc này xuất hiện mờ ở phần trên của cơ thể và tiếp tục kéo dài giữa cuống đuôi. Một đốm đen mờ, nhỏ ở giữa gốc vây đuôi. Sọc sẫm màu rõ hơn xuất hiện ở các cá thể nhỏ hơn và cá con.
Số gai ở vây lưng: 9 - 10; Số tia vây mềm ở vây lưng: 14; Số gai ở vây hậu môn: 3; Số tia vây mềm ở vây hậu môn: 6 - 7; Số tia vây mềm ở vây ngực: 15 - 17.